# سلسله دین
سلسله دین (ویتنامی: triều Đinh; چو هان: 朝丁; یا ویتنامی: Nhà Đinh; چو نوم: 茹丁)، به‌طور رسمی دای کو ویت (چو هان: 大瞿越), یک سلسله ویتنامی بود. این سلسله در سال ۹۶۸ توسط دین بو لین و پس از سرکوب شورش دوازده جنگ‌سالار تأسیس شد و تا زمانی که پسر دین بو لین، دین توآن، تاج و تخت را در سال ۹۸۰ به له هوان واگذار کرد پا بر جا بود.

## تاریخچه دودمان

### خاستگاه و صعود به قدرت

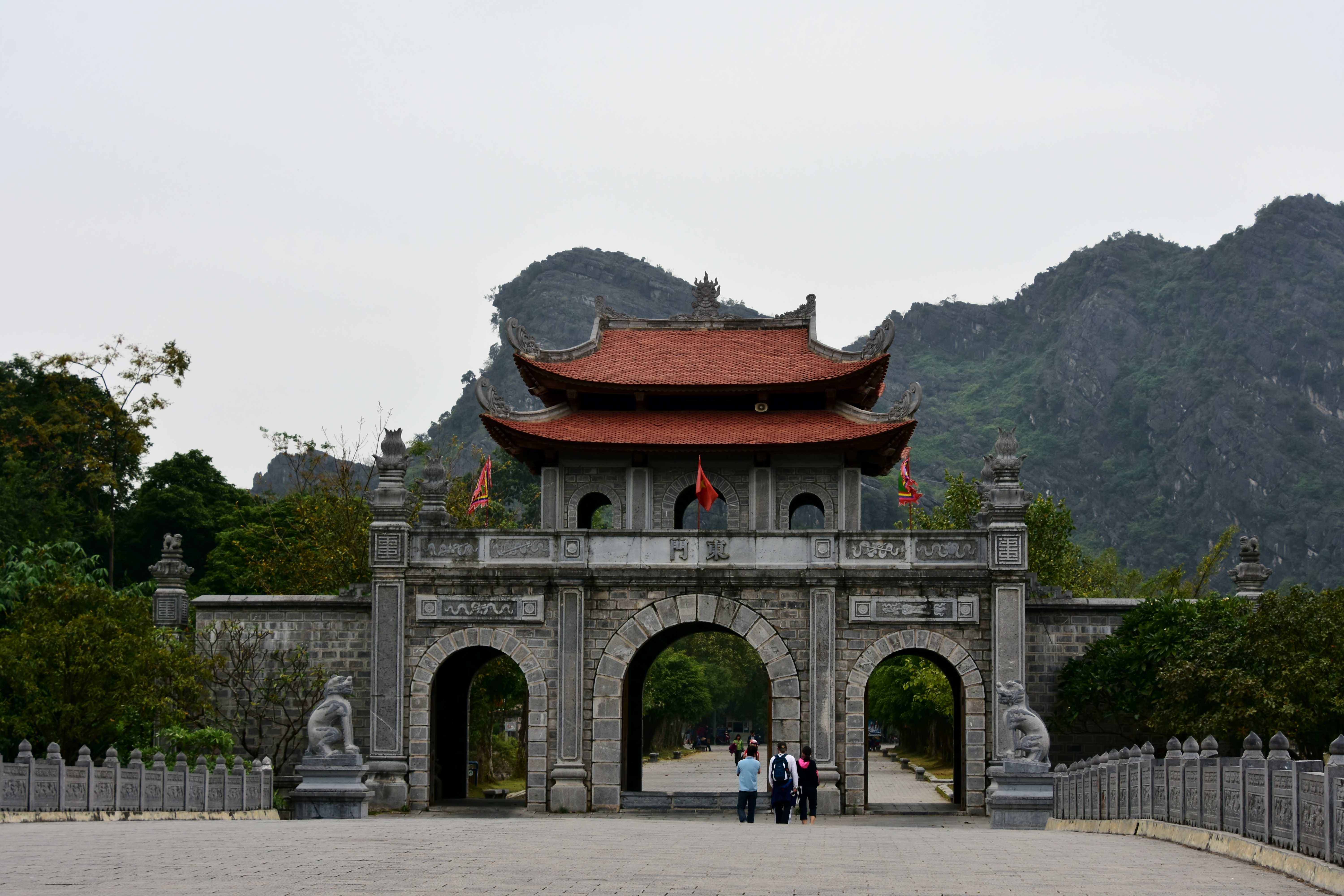
هوا لو، نین بین

خانواده دین اصالتاً اهل روستای هوا لو در پادشاهی جینگ‌های (Jinghai)، واقع در استان نین بین (Ninh Bình) ویتنام امروزی بودند. پدر دین بو لین، دین کونگ چرو، به عنوان فرماندار هوان چائو (شهر وین امروزی) به دونگ دین نه و نگو کوین خدمت کرده بود. بر اساس گزارش‌های چینی، بو لین پس از مرگ پدرش جانشین وی شد. پدرش در کودکی درگذشت و او با مادر و سایر اعضای خانواده‌اش در یک معبد مقدس نزدیک کوهی در هوا لو زندگی می‌کرد. دین بو لین یک خواهر به نام دین کوئه هوئونگ داشت.

نقشه شورش دوازده جنگ‌سالار قبل از اتحاد ویتنام

در حدود دهه ۹۴۰، دین بو لین جوان به عنوان رهبر جوانان روستا ظاهر شد که «بازی‌های سلطنتی» انجام می‌دادند در این بازی‌ها بو لین نقش پادشاه را ایفا می‌کرد. طبق گفته‌های مردم محلی، او از آنها خواست که برای مادرش هیزم جمع کنند، مادرش نیز یک خوک را ذبح و جشنی برگزار کرد. روستاییان احساس کردند که او یک رهبر آینده‌دار است و با خود گفتند: «بهتر است اکنون از او پیروی کنیم قبل از اینکه دیر شود.» آنها جوانان خود را به بو لین سپردند و او پایگاهی در زمین عمویش که حاضر به تسلیم شدن به او نبود، ایجاد کرد. بو لین دوستان خود را فرستاد تا به عمویش حمله کنند. عمویش، دین بولین را تعقیب کرد، او را زیر یک پل فرو ریخته پیدا کرد و قصد کشتنش را داشت، اما دو اژدهای زرد را دید که بالای سر دین بولین پرواز می‌کنند. عمویش عقب‌نشینی کرد و بعداً تسلیم شد. مورخ الیور و. ولترز در این مورد می‌گوید این داستان بو لین را به عنوان «مردی با استعداد» که دارای «روحیه‌ای مناسب برای ریاست» است، توصیف می‌کند.
در سال ۹۵۱، او شروع به چالش کشیدن اقتدار خاندان سلطنتی نگو کرد. دو پادشاه نگو سئوُنگ ناپ و نگو سئوُنگ وان نیرویی فرستادند تا بو لین را سرکوب کنند، که شکست خوردند اما توانستند پسر دین بولین، دین لین را اسیر کنند. دو پادشاه، دین لین را از یک تیرک که در معرض دید بو لین بود آویزان کردند و فریاد زدند که پسرش را خواهند کشت مگر اینکه بو لین تسلیم شود. بو لین با عصبانیت پاسخ داد: “چگونه یک مرد بزرگ می‌تواند به خاطر پسرش از یک امر بزرگ چشم‌پوشی کند؟ ” بو لین دستور داد بیش از ده تیر به سمت پسرش شلیک شود. دو پادشاه دچار وحشت شده و عقب‌نشینی کردند.
پس از اینکه دین لین توانست فرار کند و به هوا لو بازگردد، دین بو لین به سراغ جنگ‌سالار چان لام که بُوهای خاو (استان تای بین امروزی) را در اختیار داشت رفت و او را تبدیل به متحد خویش کرد. هنگامی که پادشاه نگو سئوُنگ وان در سال ۹۶۵ در نبرد کشته شد و کشور در جنگ داخلی بین جنگ‌سالاران فرورفت، دین بو لین و دین لین فرماندهی سپاهی را بر عهده گرفتند و قبایل کوهستانی را سرکوب کردند، سپس در همان سال کو لوآ پایتخت سلسله نگو را تصرف کردند. دو سال بعد، او تمام جنگ‌سالاران را شکست داد یا وادار به تسلیم کرد و توانست کشور را در سن ۴۳ سالگی آرام کند. در سال ۹۶۷، بو لین پسرش دین لین را به عنوان «پادشاه نام ویت» منصوب کرد. تنها بازمانده خاندان سلطنتی نگو، نگو نیَت خان به بو لین تسلیم شد بولین نیز یکی از از دختران خود به نام شاهزاده خانم فات کیم را به ازدواج نگو نیَت خان درآورد. پس از مدتی، نگو نیَت خان همسرش را برداشت و به جنوب فرار کرد. او صورت همسرش را با چاقو زخمی کرد و او را به خاطر پدرش به شدت سرزنش کرد سپس به تنهایی به چامپا فرار کرد.

### دوران حکومت

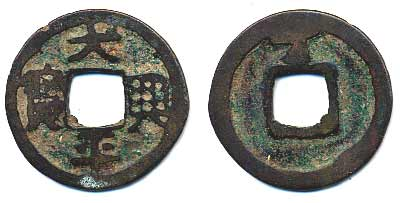
تای بینه هونگ بائو، اولین سکه ضرب شده ویتنامی از جنس مس

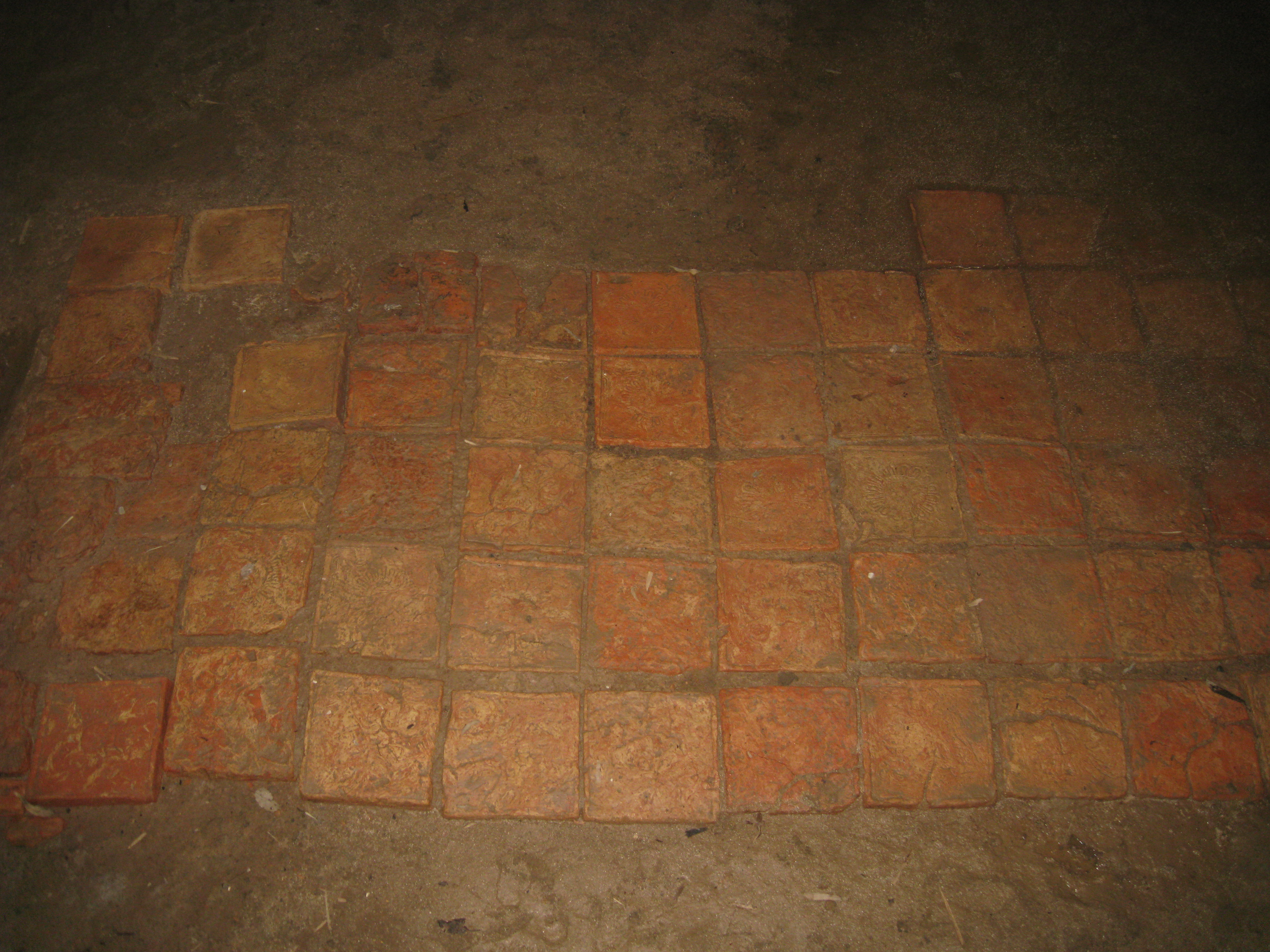
ویرانه‌های کاخ سلطنتی هوا لو.

در سال ۹۶۸، دین بو لین پادشاهی دای کو ویت را تأسیس کرد و پایتخت را به زادگاه خود یعنی هوا لو منتقل کرد. در ابتدا خود را «وان تانگ وونگ» (پادشاه بزرگ پیروز) نامید، سپس عنوان امپراتور را برای خویش برگزید. در سال ۹۷۰، دین بو لین دوره سلطنت خود را «تای بین» (چو هان: 太平) نامید و برای نخستین بار در تاریخ ویتنام اقدام به ضرب سکه کرد. دین بو لین پنج نفر را به عنوان ملکه منصوب کرد. در سال ۹۷۱، دین بو لین مقامات ارشد دربار را منصوب کرد. دین بو لین، نگوین باک را به عنوان رئیس اشراف منصوب و عنوان «دوک بنیان‌گذار ملت» (Định Quốc Công) را به وی اعطا کرد. له هوان یک افسر نظامی ۳۵ ساله از آی (تان هوا) به عنوان فرمانده ارتش سلطنتی منصوب شد.
خاندان دین، سازمان مذهبی رسمی کشور را با ادغام تائوئیست‌ها و بودایی‌ها در یک سلسله مراتب اداری تأسیس کردند. بو لین عناوینی مانند «ناظر راهب بودایی» را به سیستم رتبه‌بندی راهبان دای ویت اضافه کرد و در سال ۹۷۱ بالاترین مقام بودایی در ویتنام، یعنی استاد بزرگی که نظم را به ویتنام می‌آورد (Khuông Việt thái Sư) به پیشوای فرقه وو نگون تونگ، نگو چَن لو که تا زمان مرگش (چهل سال) این مقام را داشت، اعطا کرد. یک راهب بودایی دیگر به نام چوونگ ما-نی و یک راهب تائویی به نام دانگ هوین کوانگ به ترتیب عنوان‌های «ناظر راهب بودایی» (Tăng lực đạo sĩ) و «اعلیحضرت شریف و راستین» را دریافت کردند. دین بو لین همچنین معابد و زیارتگاه‌هایی برای خدایان زمین و کشاورزی تأسیس کرد. در سال ۹۷۳، شاهزاده دین لین صد ستون سنگی شش ضلعی موسم به رَتَنادوَجا را که حاوی سوتراهای اوشْنیشا ویجایا دارانی (نوشته شده به زبان چینی کلاسیک) بودند ساخت تا با ایجاد فضایل، به آزادسازی روح برادر مرحومش کمک کند. لین در سال ۹۷۹ صد ستون سنگی دیگر را برای تداوم سلسله دین برپا کرد. تلاش‌های باستان‌شناسان از سال ۱۹۶۳ تا ۱۹۸۷ منجر به کشف ۲۰ ستون سنگی شده است.
در سال ۹۷۲، دین بو لین سفیرانی با هدایایی شامل پارچه، شاخ کرگدن، عاج فیل و چای معطر به سلسله سونگ چین فرستاد. در پاسخ، سلسله سونگ هیئتی به دای ویت فرستاد و به بو لین عنوان «پادشاه استان جیاوزی» را اعطا کرد؛ این عنوان توسط امپراتوران سونگ تا سال ۱۱۷۴ به پادشاهان ویتنام داده می‌شد.

### ترور و انقراض سلسله

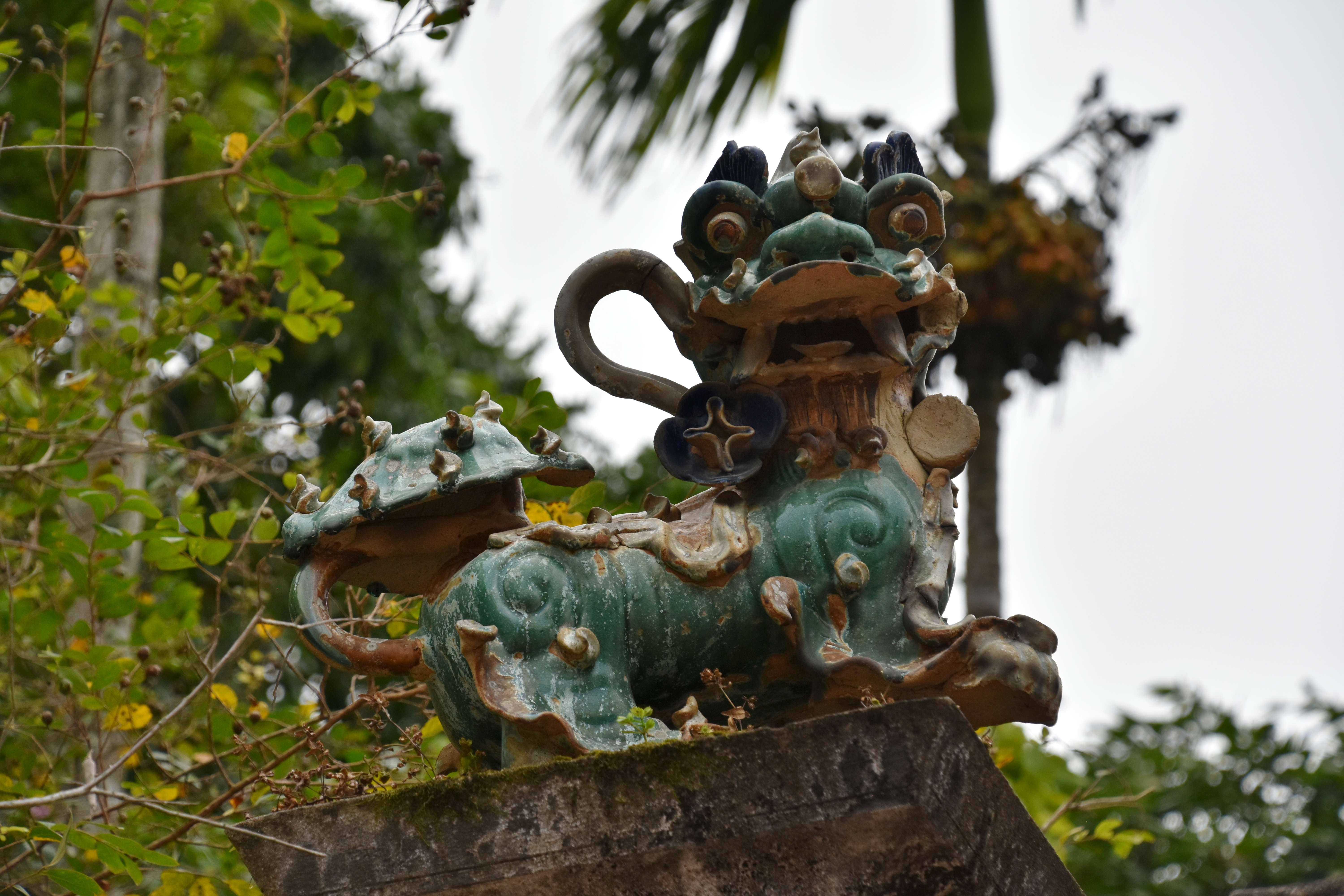
مجسمه شیر در معبد دین تین هوانگ

در اکتبر سال ۹۷۹، خواجه‌ای به نام دو تیک، امپراتور دین بو لین و شاهزاده دین لین در حالی که شب در قصر خوابیده بودند، کشت. دین توآن پنج ساله بر تخت نشست و ژنرال له هوان به عنوان نایب‌السلطنه قدرت را در دست گرفت. شورش‌های گسترده‌ای کشور را فرا گرفت. در این مقطع، سلسله سونگ تحت فرماندهی هو رِن‌بائو نیروهایی را به بهانه بازگرداندن قدرت به فرمانروای جوان اعزام کرد. با این حال، ترس از مداخله مجدد چین در ویتنام باعث شد تا مقامات دربار از تلاش له هوان برای به دست گرفتن قدرت حمایت کنند. مقامات له هوان را تشویق کردند تا پادشاه شود و حکومتی باثبات ایجاد کند و برای تهاجم چینی‌ها آماده شود. در سال ۹۸۰، مقامات و ژنرال‌ها در هوا لو گرد هم آمدند و امپراتریس زوونگ وِن نگا ردای امپراتور را برای له هوان آورد و پیشنهاد نشستن بر تخت سلطنت را به او ارائه داد، در نتیجه حکومت دودمان دین پایان یافت و قدرت به خاندان له منتقل شد.

### نوادگان
پس از سال ۹۸۰، به پسر برکنار شده دین بو لین، دین توآن سمتی در ارتش داده شد. با این حال، در سال ۱۰۰۱، شورشی در فونگ (استان فعلی فو تو) رخ داد. شورشیان ارتش سلطنتی را در رود دا به دام انداختند و دین توآن در قایق خود کشته شد.

## روابط خارجی
از سال ۹۷۰ تا ۹۷۵، دین بو لین دای ویت را به شکل یک دولت خراجگزار و تحت‌الحمایه سلسله سونگ درآورد تا با این کار چین استقلال کامل دای ویت را به رسمیت بشناسند. این رابطه تحت‌الحمایگی تا زمانی که فرانسه، ویتنام را در سال ۱۸۸۳ مستعمره خود کرد ادامه داشت.

## میراث
خاندان دین اولین سلسله مستقل ویتنامی بود. این جنگجو-پادشاهان اولیه ویتنامی هوآ لو، بودیسم ویتنامی را مورد حمایت خود قرار دادند زیرا وجود راهبان بودایی را برای خانواده سلطنتی ضروری می‌دانستند.